# Ranbir Singh
Ranbir Singh (Jammu, agosto 1830 – Jammu, 12 settembre 1885) è stato un maharaja dello stato di Jammu e Kashmir.

## Biografia
A seguito della morte di suo padre, Ranbir Singh ascese al trono di Jammu e Kashmir. Il nuovo maharaja si rese ben presto molto popolare presso il suo popolo in quanto promosse largamente il progresso in una regione dell'India ancora molto arretrata. La riorganizzazione dell'amministrazione statale fu uno dei suoi primi punti forti, suddividendo accuratamente le spese militari, civili e statali. Fu il primo maharaja di Jammu e Kashmir inoltre ad introdurre dei tribunali stabili ufficiali così da rendere l'amministrazione della giustizia più efficace e più giusta.
Per incoraggiare l'industria ed il commercio, il sistema di tassazione venne ribassato e si favorirono i trasporti e le comunicazioni sia interne che esterne allo stato, così come il servizio postale (pure già esistente) venne reso più efficiente, con lettere recapitate in tutto il regno entro massimo 72 ore. Dopo che il Gilgit venne infine soggiogato sotto il suo regno nel 1860, si decise di connetterlo a Srinagar con una linea telegrafica, così come si fece per Jammu.
Molti antichi ponti vennero restaurati e ne vennero costruiti di nuovi a Srinagar, Baramulla e Anantnag. A beneficio dei coltivatori, il maharaja tentò di fissare una rata precisa per la tassazione delle terre agricole, incrementando la sericoltura e la viticoltura. Crebbe moltissimo anche l'esportazione di scialli in cashmere che però ebbero un crollo notevole con lo scoppio della Guerra franco-prussiana in Europa nel 1870-71.
Egli promosse largamente la cultura locale fondando collezioni e pubblicando importanti testi in sanscrito ed in persiano tradotti in indù (tale collezione si trova oggi nella biblioteca del tempio di Raghunath). Sotto Ranbir Singh si compì inoltre la prima mappatura completa del regno già iniziata sotto Gulab Singh ma poi lasciata a metà del lavoro anche in virtù delle recenti acquisizioni di Chilas, Ponial, Yasin, Darel, Hunza e Nagar.
Il commercio tra l'Asia centrale e l'India britannica venne promosso fortemente e nel 1863 il maharaja ridusse le tasse di transito, prendendo anche alcune misure economiche: la prima fu di porre un agente britannico a Leh nel 1867, la seconda fu un trattato commerciale concluso nel 1870 tra il maharaja ed il governo britannico in India che portò alla totale abolizione dei tassi di scambio.
L'interesse inglese nell'area era dovuto anche al fato che lo stato di Jammu e Kashmir era posto proprio al confine nord di tutta l'India e con l'avanzata russa nell'Impero persiano era quantomai fondamentale proteggere i possedimenti coloniali britannici con la costituzione di una corona di stati cuscinetto.
Gli ultimi anni del regno di Ranbir Singh furono piagati da una grande carestia nel 1877-79 che fossilizzò anche il commercio e la produzione locale.
Ranbir Singh morì il 12 settembre 1885 e venne succeduto dal suo figlio primogenito, Pratap Singh.

## Matrimoni e figli
Maharajadhiraj Sri Sir Ranbir Singh si sposò cinque volte ed ebbe sei figli in totale, quattro maschi:
1. Maharaja Pratap Singh (18 luglio 1848-23 settembre 1925). Succedette al padre come maharaja di Jammu e Kashmir in 1885.
2. Generale Raja Sir Ram Singh, KCB (31 maggio 1861-22 giugno 1899); ebbe discendenza
3. Generale Raja Sir Amar Singh, KCSI (14 gennaio 1864 – 1909). Si sposò due volte ed ebbe un figlio:
  1. Hari Singh (30 settembre 1895-26 aprile 1961). Succedette a suo zio come maharaja di Jammu e Kashmir nel 1925.
4. Mian Lakshman Singh (1870–1875)

e due femmine.